# Бєлопольський Аристарх Аполлонович
Ариста́рх Аполло́нович Бєлопо́льський (13 липня 1854, Москва — 16 травня 1934) — російський радянський астрофізик, академік (з 1903).

## Біографія
Народився у Москві. Навчався у другій Московській гімназії.
У 1879—88 роках працював у Московській обсерваторії, з 1888 і до кінця життя — в Пулковській обсерваторії (протягом 1917—1919 років — її директор).

## Наукова діяльність
Бєлопольський широко застосовував методи фотографії для дослідження небесних світил, зокрема Сонця. Першим у Росії почав проводити спектрографічні дослідження світил. Експериментально підтвердив застосовність принципу Допплера до світлових явищ. Визначив променеві швидкості понад 200 зір і встановив періодичну зміну променевих швидкостей у цефеїд. Виконав дослідження спектрально-подвійних зір. Визначив швидкості обертання Сонця, планет і кілець Сатурна.

## Вшанування пам'яті
На честь Аристарха Белопольского названий астероїд головного поясу 1004 Бєлопольськія (1004 Belopolskya), відкритий радянським астрономом Сергієм Бєлявським 5 вересня 1923 року в Сімеїзькій обсерваторії.